# (74373) 1998 XF2
(74373) 1998 XF2 – planetoida z pasa głównego asteroid okrążająca Słońce w ciągu 5,14 lat w średniej odległości 2,98 j.a. Odkryta 7 grudnia 1998 roku.